# Гренада (остров)
О́стров Грена́да (англ. Grenada) является крайним южным звеном в цепи Наветренных Антильских островов. Остров принадлежит государству Гренада.

## География
Остров вулканического происхождения. В геологическом плане представляет собой вулканический свод площадью 310 км², сформировавшийся в миоцене и плиоцене. По его вытянутой оси располагаются две древние кальдеры с озёрами внутри, большое количество мелких кратеров, лавовых куполов, имеются горячие источники. Наиболее крупный конус — вулкан Санта-Катарина (высота — 840 м), расположенный на севере островного свода.
Гренада находится в зоне влажного морского тропического климата. Годовая амплитуда температур не превышает 2-3 градуса. В год выпадает около 2500 мм осадков. Максимум осадков в мае-ноябре.

## Экономика
В прошлом площадь острова была покрыта густыми вечнозелёными тропическими лесами. Ныне площади лесов заняты плантациями сахарного тростника, бананов, ананасов, цитрусовых и мускатного ореха.